# Театр Тюильри
Театр Тюильри (фр. Théâtre des Tuileries) — театр, существовавший в несохранившемся дворце Тюильри в Париже. Он также был известен как Зал Машин (фр. Salle des Machines) из-за своего сложного сценического оборудования, созданного итальянскими театральными сценографами Гаспаром Вигарани и его двумя сыновьями — Карло и Лодовико. Возведённый в 1659—1661 годах, он первоначально предназначался для зрелищных постановок при дворе молодого короля Людовика XIV, но в 1763 году театр был значительно уменьшен в размерах и использовался Парижской оперой (до 1770 года), Комеди Франсез (с 1770 по 1782 год) и театром Месье (с января по декабрь 1789 года). В 1808 году по распоряжению Наполеона I был построен новый театр или бальный зал по проекту архитекторов Персье и Фонтена. Дворец Тюильри и театр погибли в пожаре, случившемся 24 мая 1871 года во время Парижской коммуны.

## Зал Машин
Зрительный зал, построенный по проекту и украшенный архитекторами Шарлем Эрраром, Луи Лево и Франсуа д’Орбе, находился в павильоне, расположенном в северной части дворца Тюильри, возведённого архитектором Филибером Делормом для французской королевы Екатерины Медичи. Его вместимость, по разным оценкам, составляла от 6000 до 8000 человек. Необычно глубокая сцена находилась в галерее, расположенной между зрительным залом и новым, более северным павильоном, позднее получившем название павильон Марсана.
Зал Машин был открыт 7 февраля 1662 года премьерой оперы Кавалли «Влюблённый Геракл». Стоимость всего проекта, включая строительство театра, составила 120 000 ливров, однако опера на его сцене была исполнена всего лишь восемь раз, после чего театр не использовался до января 1671 года, когда там состоялась эффектная премьера трагедикомедии-балета «Психея». Эта постановка обошлась в 130 000 ливров и была исполнена только дважды. Размах постановки был потом уменьшен, и пьеса с июля того же года уже ставилась на сцене театра Пале-Рояль, которая была меньше сцены в Тюильри. Зал Машин больше не использовался для музыкальных представлений в оставшуюся часть периода правления Людовика XIV. В 1720 году, во время регентства Людовика XV, зал подвергся реконструкции, обошедшейся почти в 150 000 ливров. На его обновлённой сцене был поставлен придворный балет «Безумства Карденио» на музыку Мишеля Ришара Делаланда. Молодой король Людовик XV впервые и в последний раз появился в этой постановке в качестве танцора. После этого балета на сцене театра не ставились представлений, за исключением нескольких спектаклей с марионетками в 1730-х годах. Малое использование театра было удивительным на фоне огромных затрат на его создание. Современные историки объясняют это обстоятельство его плохой акустикой, по другой версии, его малое использование, возможно, было следствием его большого размера, так как зал попросту очень трудно было заполнить.

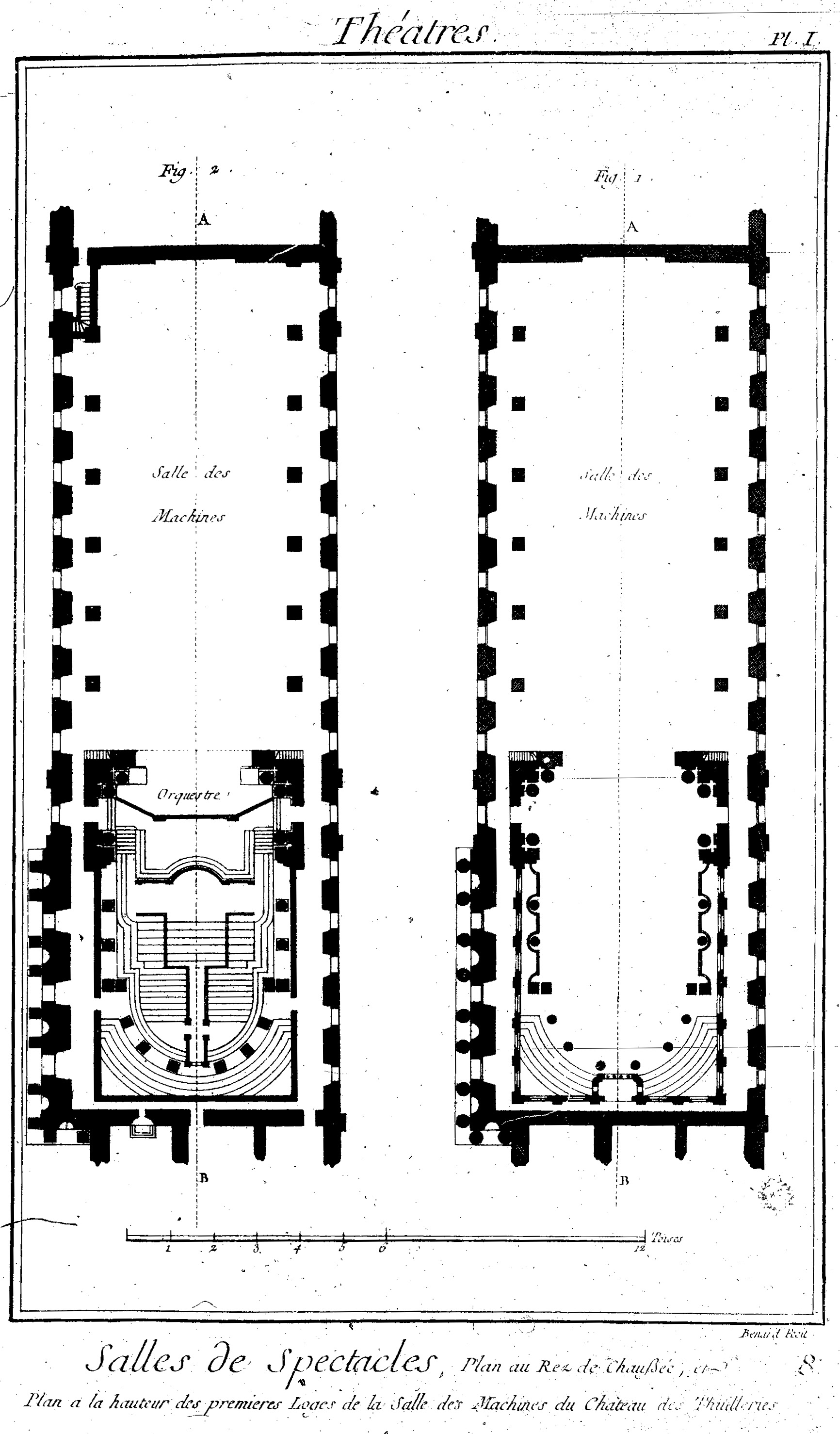
План зала Машин из «Энциклопедии, или Толкового словаря наук, искусств и ремёсел» (1772)
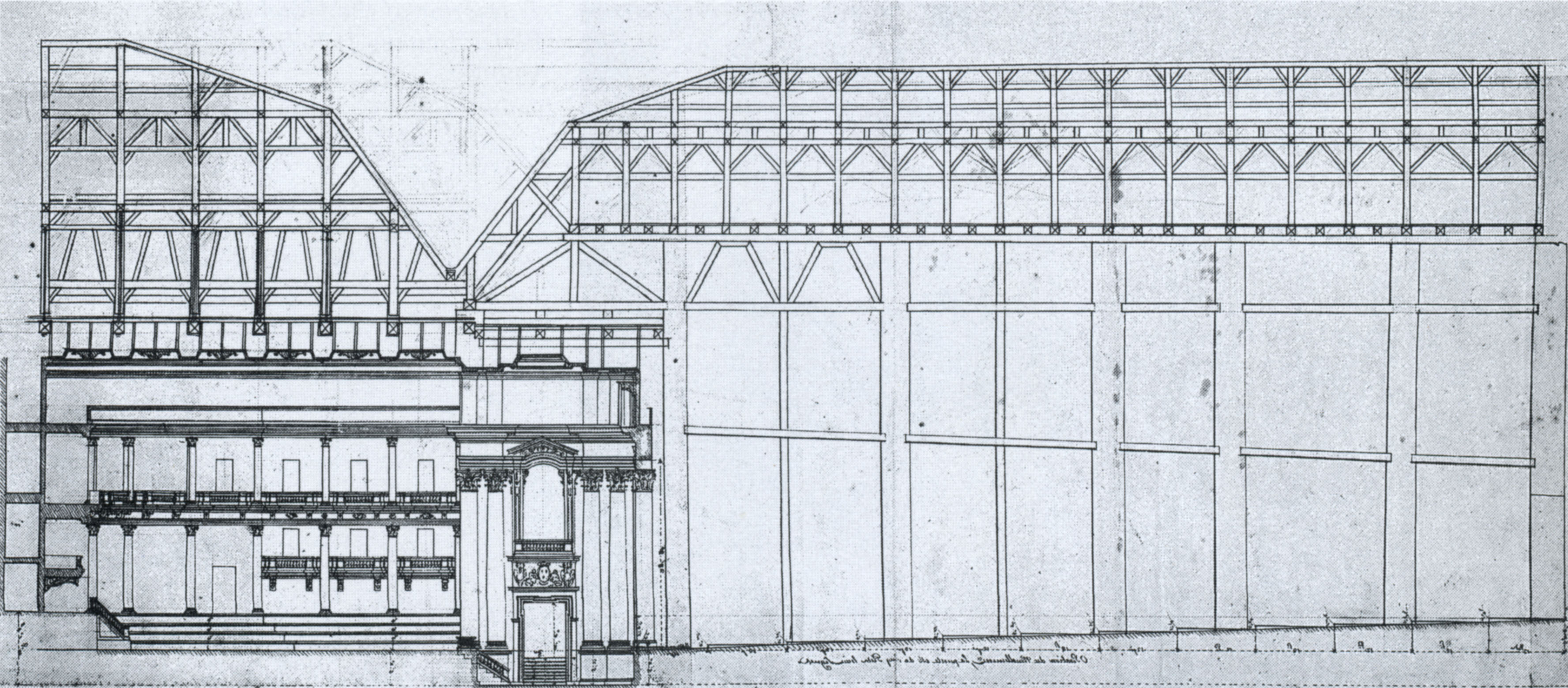
Длинная секция зала Машин

## Позднейшие преобразования
Впоследствии театр претерпел три существенных преобразования: первое в 1763 году, когда он был значительно уменьшен в размерах для Парижской оперы (до вместимости 1504 зрителей) архитекторами Жаком-Жерменом Суффло и Жаком Габриэлем. Второе началось в ноябре 1792 года и продолжалось до 10 мая 1793 года, когда Национальный конвент перебрался из зала Манеж в зал Машин. Третье случилось в 1808 году, когда по распоряжению Наполеона I был возведён новый театр по проекту архитекторов Персье и Фонтена.

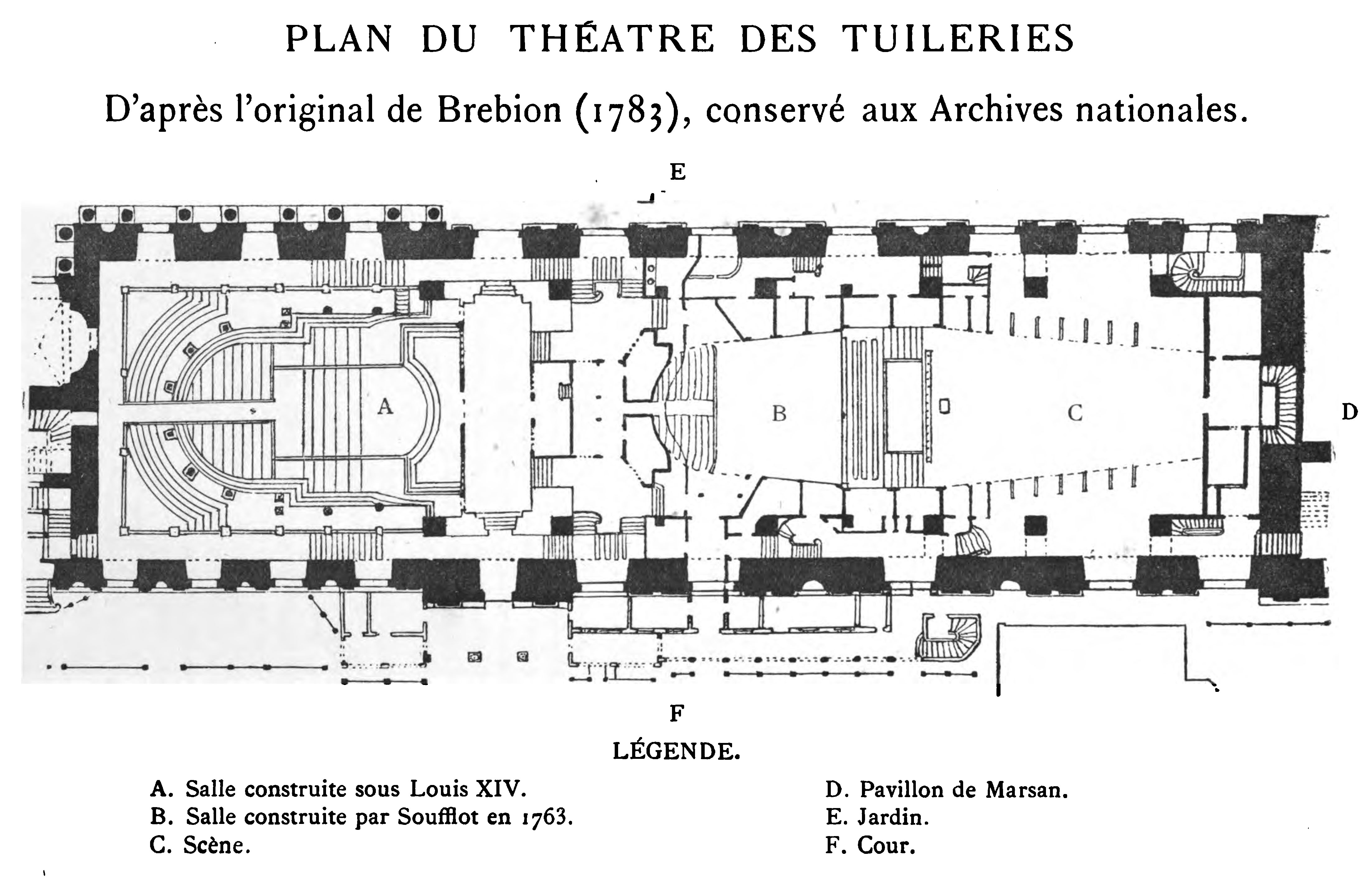
Преобразования Суфло и Габриэля в 1763 году
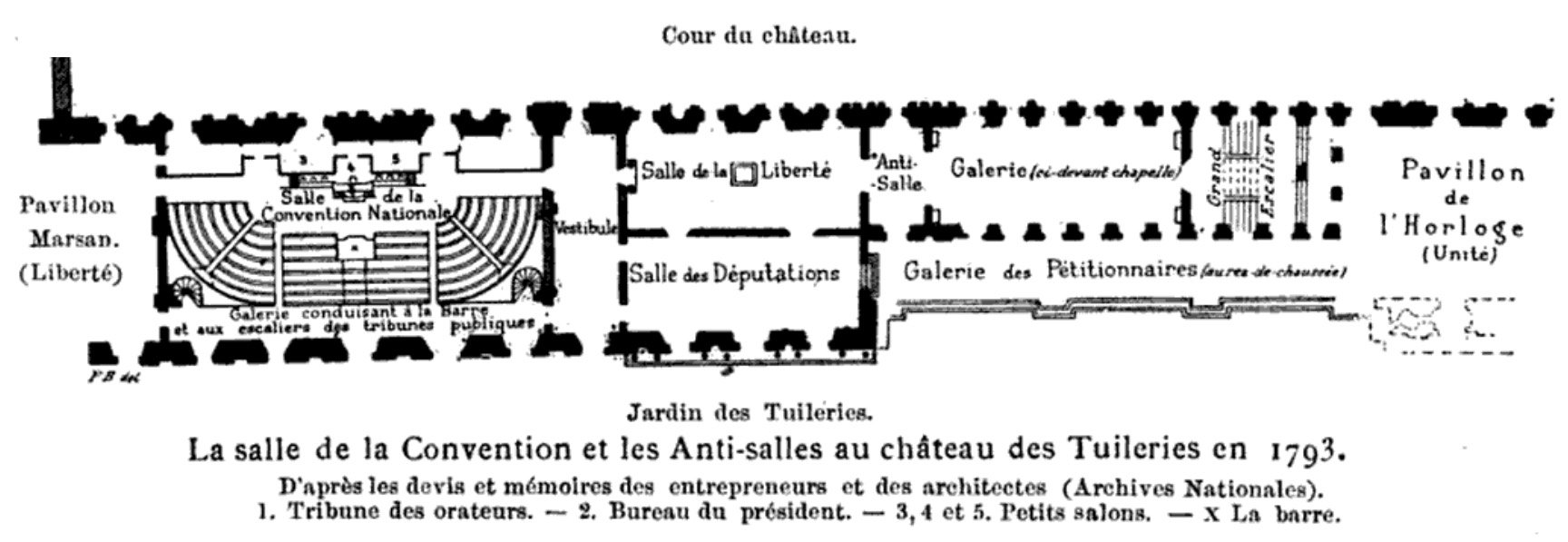
Зал Национального конвента в 1793 году
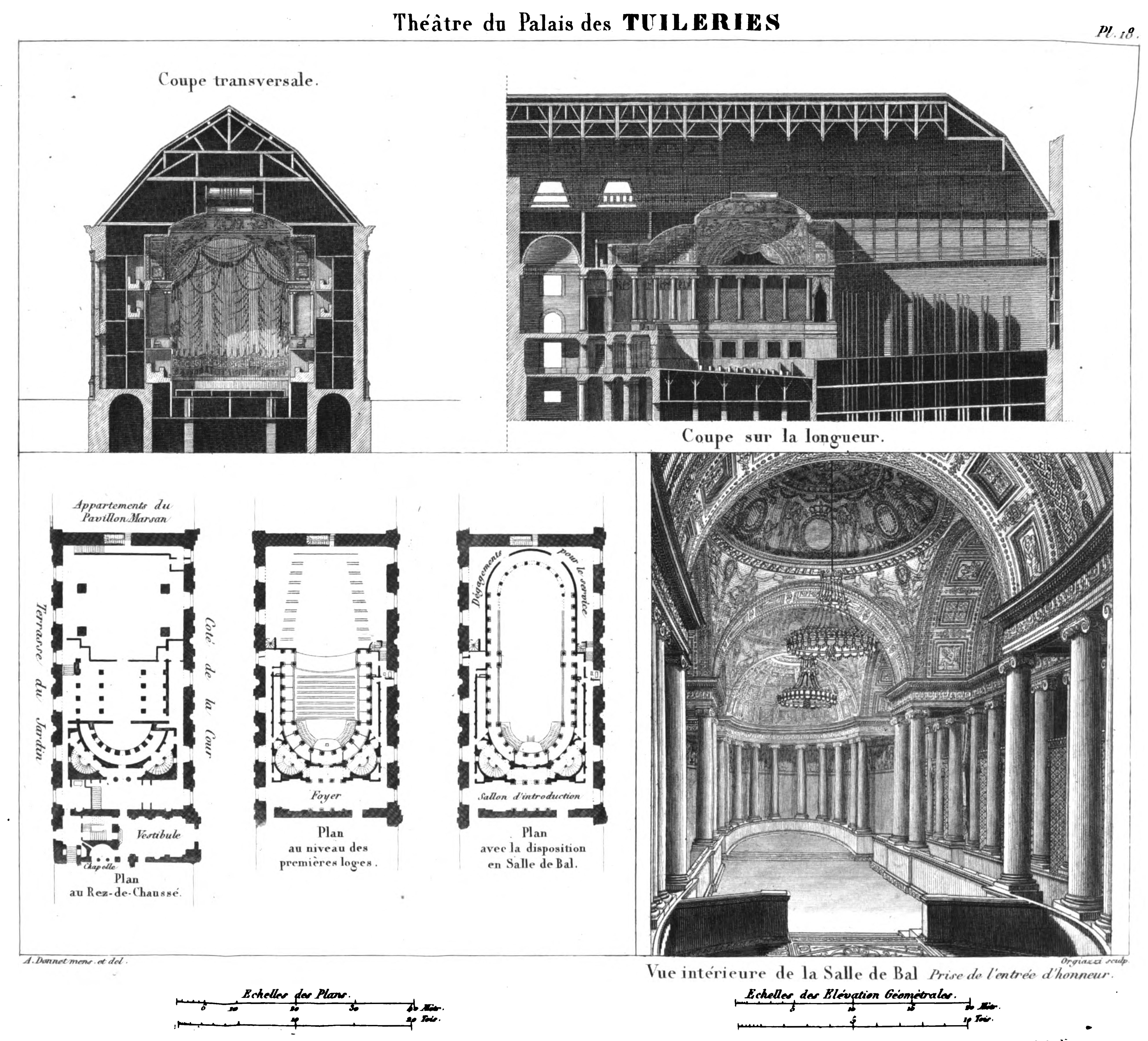
«Наполеоновский» театр 1808 года